# Törnevalla
Törnevalla est une paroisse de l'est de la Suède, située dans le comté d'Östergötland, sur le territoire de la commune de Linköping.

## Démographie
| Année      | 1918 | 2006  |
| ---------- | ---- | ----- |
| Population | 842  | 1 629 |

## Lieux et monuments
- Nombreux tumuli datant de l'âge du bronze et de l'âge du fer
- Présence de plusieurs pierres runiques
- Église édifiée en 1816-1817 mais dont la tour remonte au XIIe siècle

## Personnages célèbres
- Fredric Hasselquist (1722-1752): naturaliste et explorateur suédois né à Törnevalla, élève de Carl von Linné